# Goe Vur In Den Otto (verzamelalbum)
Goe Vur In Den Otto is een compilatiealbum, uitgegeven door Studio Brussel en samengesteld door dj-duo Goe Vur In Den Otto.
Het album werd op 25 maart 2016 uitgegeven via het platenlabel van Universal. Het kwam op 2 april 2016 op nummer 5 binnen in de Ultratop 20 compilaties. Het bereikte een week later een pieknotitie op nummer 2 en verbleef in totaal dertien weken in de hitlijst.